# Synangium

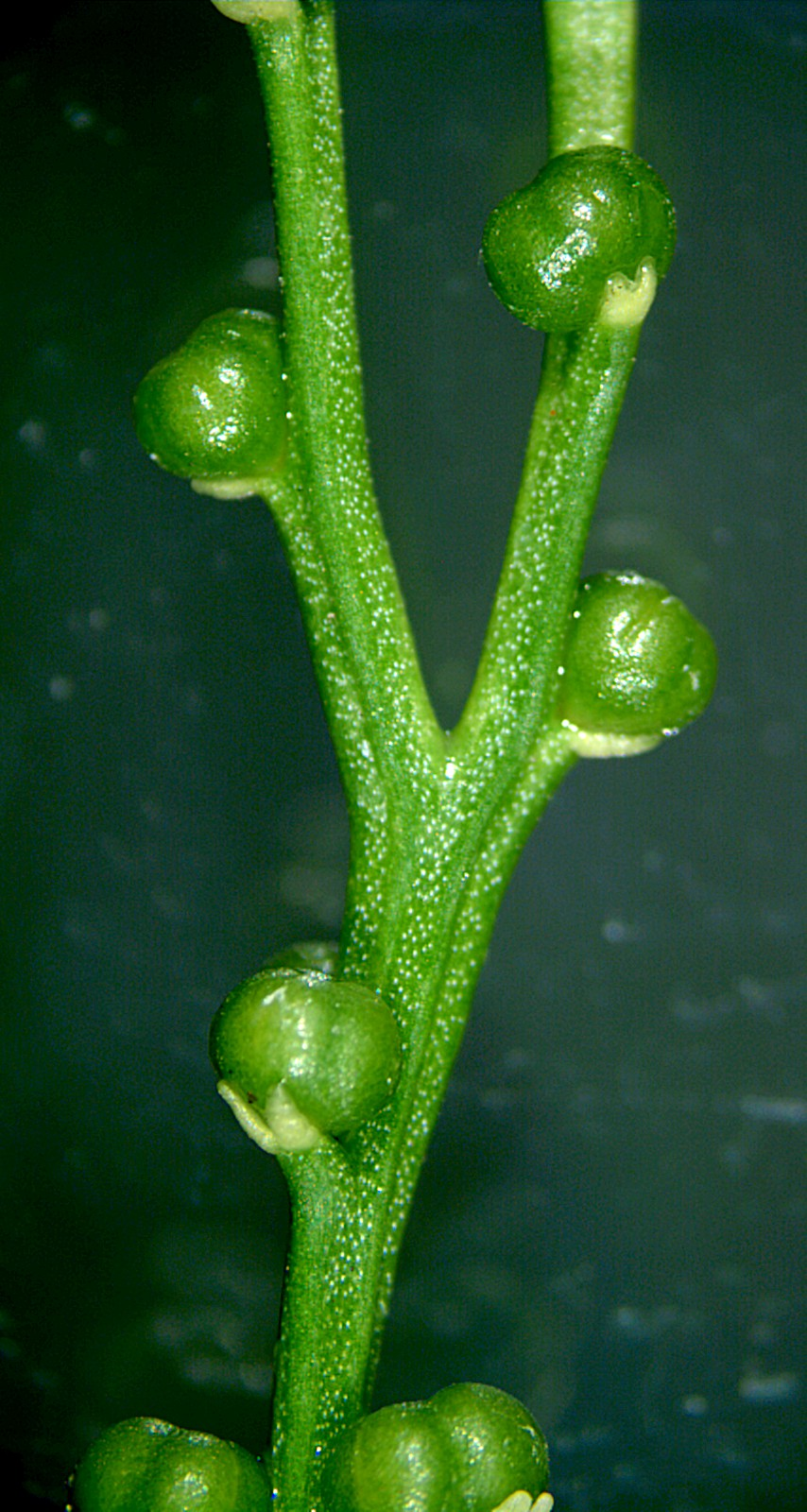
Synangia (knollenförmig) bei Psilotum nudum

Als Synangium (nach altgriechisch σύν „zusammen“ und άγγείον „Gefäß“, „Behältnis“) wird in der Botanik und Paläobotanik eine Gruppe miteinander verwachsener Sporangien bezeichnet. Sie kommen besonders bei den Farnen vor, etwa bei den Marattiaceae, oder den Gabelblattgewächsen aber auch bei fossilen Samenfarnen wie den Medullosales.
Der Begriff steht im Gegensatz zu einzeln stehenden Sporangien und zum Sorus, bei dem die Sporangien zwar in Gruppen angeordnet, aber nicht miteinander verschmolzen sind.